# سيلوم
الجوف العام أو الجَوف (بالإنجليزية: coelom)‏ ويُترجم حرفيًا سيلوم، هو التجويف الرئيسي للجسم في معظم الحيوانات، ويقع داخل الجسم لكى يحيط ويحتوي الجهاز الهضمي وباقي الأعضاء. يصطف التجويف العام مع الميسوثيليوم في حالة الكائنات المتطورة ولكن في كائنات أخرى كالرخويات يبقي غير متمايز (أي مجهول المعالم).
يشتق مصطلح تجويف أو (سيلوم) من الكلمة اليونانية القديمة (koilía) والتي تعني تجويف.

## التركيب

### التطور
أثناء تطور الجنين، يبدا السيلوم أو التجويف يتكون في مرحلة الجستريولا مرحلة تكون المعى (المعى: هي كلمة مصغرة لكلمة المعدة في الإنسان). يتشكل الأنبوب الهضمي البدائي للجنين على هيئة كيس معتم على شكل قوس ")" يسمى معى بدائى - أركنترون.
يتكون السيلوم أو التجويف في الكائنات «أولية الفم» خلال عملية تُدعى سكيزوسولى" schizo-coely" أي ما قبل التجويف. يبدا الاركنترون في التكوين، وتنقسم الميزودرم (الأَديمُ المُتَوَسِّط) إلى طبقتين: الأولى تلتصق بجدار الجسم أو تتعلق بالطبقة العلوية الاكتوديرم، مكونه الطبقة الجدارية، أما الثانية تحيط بالأديم الباطنى (وهوطبقة الخلايا الداخلية) أو القناة الهضمية مكونه الطبقة الحشوية (الأحشاء). ويُعرف الحيز ما بين الطبقة الجدارية وطبقة الحشوية بالسيلوم أو التجويف الجسدى.
ويتكون السيلوم في الكائنات «ثنائية الفم» خلال عملية الانتيروسولى«الجوف المعوي»: براعم الميزوديرم (الطبقة المتوسطة) الموجودة في جدار الاركنتيرون تتقوس لكى تكون فراغ وهو التجويف الجسدى السيلوم.

### النشأة أو الأصل
إن نشاة وأصل السيلوم غير مؤكدة تماما حتى الآن. وأقدم حيوان عرف بامتلاكة للتجويف هو «الفيرناني مالكيولا». والفرضيات الحالية تشمل:
- نظرية الاجوفيات، والتي تنص على أن السيلوم تطور من أسلاف عديمة التجويف.
- نظرية الجوف المعوي، والتي تنص على ان السيلوم تطور من أكياس معوية من أسلاف الكندريان (شعبة من اللافقاريات البحرية). وتم دعم هذه النظرية عن طريق أبحاث أُجريت على الديدان المسطحة والديدان الصغيرة التي اُكتشفت مؤخرا في الحيوانات البحرية.

## الوظيفة
يستطيع السيلوم امتصاص الصدمات كما يعمل كهيكل هيدروستاتيكي. كما أنه يدعم جهاز المناعة عن طريق الخلايا السيلومية المُخلقة والتي قد تلتصق بالجدار السيلومي أو تطفو فيه بحرية. يسمح السيلوم للعضلات النمو بشكل مستقل بعيدا عن جدارالجسم_ هذه الميزة يمكن رؤيتها في الجهاز الهضمي.

## السائل السيلومى المجوف
يُعرف السائل الموجود داخل التجويف بالسائل السيلومي. وينتقل بواسطة الأهداب المتويطة أو عن طريق تقلص العضلات في جدار الجسم. وللسائل السيلومي وظائف عديدة، حيث يعمل كهيكل هيدروليكي، ويسمح بحرية الحركة ونمو الأعضاء الداخلية، ويساعد في نقل الغازات والمواد الغذائية والنفايات بين أجزاء الجسم المختلفة، كما يقوم بتخزين الحيوانات المنوية والبيض أثناء النضوج، ويعمل كمخزن للنفايات.

## التصنيف في علم الحيوان
في الماضي، قام بعض علماء الحيوان بتجميع فصيلة الحيوانات الثنائية على أساس الخصائص المتعلقة بالسيلوم لأغراض عملية، مع العلم، وبيان صريح، أن هذه المجموعات لم تكن ذات صلة بتطور نسجي. تم تصنيف الحيوانات في ثلاث مجموعات غير رسمية وفقًا لنوع تجويف الجسم الذي تمتلكه:
- الجوفيات
- الجوفيات الكاذبة
- اللاجوفيات

### الجوفيات

#### شعبة الجوفيات
وفقا لتصنيف العالم بروسكا فإن شعبة الحيوانات الثنائية التالية تمتلك سيلوم (تجويف):
- نيمرتيا (الخيطوم: جنس من الديدان الشريطية)
- الديدان الحلقية
- ديدان الفستق
- شوكيات الذيل
- حاملات المخالب
- المفصليات
- الرخويات
- عضديات الأرجل
- شوكيات الجلد
- ديدان سهمية
- نصف حبليات
- الفقاريات

يرى البعض أن الجوفيات تستثني وجود النيمريتا، ولكنها تشمل الانتوبروكتا، والبينتاستوما، والبجنفورا.

### الجوفيات الكاذبة
في بعض البروتوستومات، تُستخدم الجراثيم الأريمية الجنينية كتجويف للجسم. هذه البروتوستومات لها تجويف جسدي رئيسي مملوء بالسائل غير مبطّن أو مبطّن جزئيًا بنسيج مشتق من الأديم المتوسط.
هذه المساحة المليئة بالسائل المحيطة بالأعضاء الداخلية تخدم العديد من الوظائف مثل توزيع العناصر الغذائية وإزالة النفايات أو دعم الجسم كهيكل عظمي هيدروستاتيكي.
الجوفيات الكاذبة هي حيوانات من اللافقاريات مكونة من ثلاث طبقات.وقد تعرضت لفقد السيلوم أو انخفض نتيجة للطفرات في أنواع معينة من الجينات التي أثرت على التطور المبكر. وهكذا، تطورت الجوفيات الكاذبة

### اللاجوفيات
تفتقر اللاجوفيات إلى السائل السيلومي الذي يملأ الفراغ ما بين الجدار الجسدي والقناة الهضمية، وهذا يمكن أن يسبب عيوب خطيرة. ضغط السائل مهمل وقد يكون منعدم في حين أن الأنسجة المحيطة بالأعضاء تنضغط وبالتالي هذه الأعضاء في كائنات اللاجوفيات تكون غير محمية من صدمات البيئة المحيطة.
- الديدان المسطحة
- شعريات البطن
- داخليات الشرج
- ديدان فكية[9]